# Manuel González Prada
Manuel González Prada (Lima, 6 gennaio 1848 – Lima, 22 luglio 1918) è stato uno scrittore, critico letterario e politico peruviano.

## Biografia
Nacque in una famiglia di origini nobili, benestante e con tendenze conservatrici, però fu istruito ed educato con criteri e principi moderni in un collegio anglosassone a Valparaíso, dove maturò idee anticonformiste che lo posero in dissidio con la famiglia.
Terminò il suo percorso di studi all'Università di Lima, dove frequentò la facoltà di legge.
Proprio a causa di questi contrasti si trasferì in campagna, dove risiedette per otto anni vicino agli agricoltori, venendo a contatto con i loro gravi problemi e difficoltà.

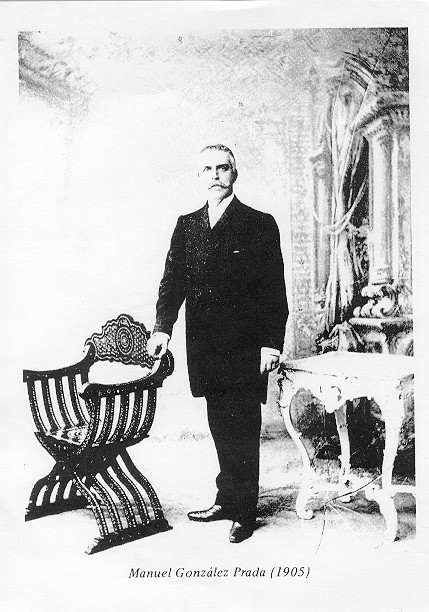
Ritratto di Manuel González Prada, del 1905.

Partecipò alla guerra con il Cile del 1879, nota anche come la Guerra del Pacífico, ma la disfatta subita e l'onta dell'occupazione straniera durata tre anni lo influenzarono profondamente, trasformandolo in un personaggio fortemente ribelle ed ostile alla classe familiare e con tendenze anarchiche, utopistiche e umanitarie: tutte queste convinzioni le espresse nei contenuti dei suoi svariati saggi, articoli giornalistici, libelli, satire, conferenze politiche, inclusi in due libri, Pájinas libres (1894) e Horas de lucha (1908), pubblicati durante la sua vita e in sette volumi stampati postumi.
Nel 1891 si trasferì in Europa, dove soggiornò per sette anni, incontrando personalità della cultura come Zola, Renan e Unamuno.
Originale ed energico, di grande cultura e sensibilità morale oltreché sociale e politica, González Prada descrisse con profondità le miserie del suo Paese offrendo a tutta l'America Latina un modello di saggistica innovativa.
Durante la sua carriera letteraria, incominciata con le traduzioni delle opere di Friedrich Schiller e di Heine, compose anche liriche, quali Minúsculas (1901) e Exóticas (1911) e scrisse prose, come Trosos de vida, Baladas e Baladas peruanas, incentrate sullo stesso spirito polemico e vigoroso, e nelle quali si occupò di varie problematiche legate all'oppressione degli indios.
Inoltre si distinse per l'originalità e l'innovativo uso della metrica e della sintassi, al punto che i critici letterari lo definirono un anticipatore del Modernismo, anche se fu il massimo esponente del Realismo peruviano.
Partecipò attivamente alla vita politica del Perù, sia come membro del Partito Civilista, sia come fondatore del partito radicale denominato Unión Nacional. Inoltre diresse la Biblioteca nazionale peruviana.

### Saggi
- Pájinas libres (Parigi, 1894).
- Nuestros indios (Lima, 1904).
- Horas de lucha (Lima, 1908).

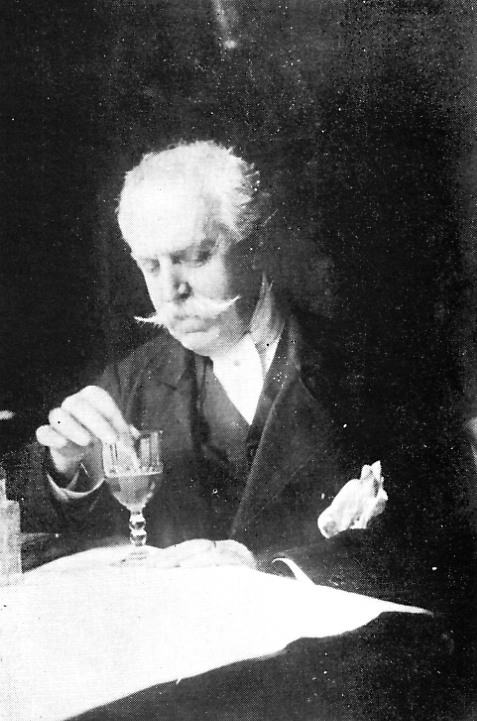
Fotografia di Manuel González Prada. Lima, 1915.

- Bajo el oprobio (postumo, Parigi 1933).
- Anarquía (postumo, Santiago del Cile, 1936).
- Nuevas páginas libres (postumo, Parigi, 1936).
- Figuras y figurones (postumo, Parigi, 1938).
- Propaganda y ataque (postumo, Buenos Aires, 1938).
- Prosa menuda (postumo, Buenos Aires, 1941).
- El tonel de Diógenes (postumo, México, 1945).

### Poesie
- Minúsculas (Lima, 1901).
- Presbiterianas (Lima, 1928).
- Exóticas (Lima, 1911).
- Trozos de vida (postumo, Parigi, 1933).
- Baladas peruanas (postumo, Santiago del Cile, 1935).
- Grafitos (postumo, Parigi, 1937).
- Libertarias (postumo, Parigi, 1938).
- Baladas (postumo, Parigi, 1939).
- Adoración (postumo, Lima, 1946).
- Poemas desconocidos (postumo, Lima, 1973).
- Letrillas (postumo, Lima, 1975).